# 1460年代
1460年代（せんよんひゃくろくじゅうねんだい）は、西暦（ユリウス暦）1460年から1469年までの10年間を指す十年紀。

## できごと

### 1462年
- モスクワ大公イヴァン3世即位

### 1467年
- 応仁の乱（-1477年）。

## 死去
- 1460年 - エンリケ航海王子